# Лопатки (Пензенская область)
Лопатки — село в Бессоновском районе Пензенской области России. Входит в состав Чемодановского сельсовета.

## География
Село находится в центральной части Пензенской области, в пределах западных склонов Приволжской возвышенности, в лесостепной зоне, на берегах реки Инры, на расстоянии примерно 14 километров (по прямой) к юго-востоку от села Бессоновки, административного центра района. Абсолютная высота — 189 метров над уровнем моря.
Климат
Климат характеризуется как умеренно континентальный, с жарким летом и холодной продолжительной зимой. Средняя температура воздуха самого холодного месяца (января) составляет −12 °C; самого тёплого месяца (июля) — 20 °C. Годовое количество атмосферных осадков составляет около 500 мм. Снежный покров держится в среднем в течение 148 дней в году.

## История
В 1933 году входила в состав Селиксенского сельсовета. В 1955 году в Лопатках, являвшихся частью Пензенского сельсовета Бессоновского района, находилась бригада колхоза имени Ленина. В 1980-е гг. в селе располагалась центральная усадьба совхоза «Пролетарского».

## Население
| 1926 | 1930 | 1959 | 1979 | 1989 | 1996 | 2002 |
| ---- | ---- | ---- | ---- | ---- | ---- | ---- |
| 130  | ↗144 | ↗387 | ↗819 | ↗920 | ↘861 | ↗962 |
| 2010 | 2021 |      |      |      |      |      |
| ↘930 | ↘823 |      |      |      |      |      |

Половой состав
По данным Всероссийской переписи населения 2010 года в гендерной структуре населения мужчины составляли 48,6 %, женщины — соответственно 51,4 %.
Национальный состав
Согласно результатам переписи 2002 года, в национальной структуре населения цыгане составляли 42 % из 962 человек, русские — 40 %.
По данным переписи 2010 года цыган было 46 %, русских — 40 %, мордвы — 12 %.

## Инфраструктура
Действуют детский сад, фельдшерско-акушерский пункт, дом культуры, библиотека и отделение связи.

## Улицы
Уличная сеть села состоит из восьми улиц.